# Daniil Serébrennikov
Daniil Víktorovich Serébrennikov –en ruso, Даниил Викторович Серебренников– (Volgogrado, URSS, 2 de octubre de 1985) es un deportista ruso que compitió en natación, en la modalidad de aguas abiertas.
Ganó una medalla de bronce en el Campeonato Mundial de Natación en Aguas Abiertas de 2004 y dos medallas en el Campeonato Europeo de Natación, en los años 2008 y 2010.

## Palmarés internacional
| Campeonato Mundial | Campeonato Mundial  | Campeonato Mundial | Campeonato Mundial |
| Año                | Lugar               | Medalla            | Prueba             |
| ------------------ | ------------------- | ------------------ | ------------------ |
| 2004               | Dubái (EAU)         | Medalla de bronce  | 10 km              |
| Campeonato Europeo |                     |                    |                    |
| Año                | Lugar               | Medalla            | Prueba             |
| 2008               | Dubrovnik (Croacia) | Medalla de plata   | Equipo mixto       |
| 2010               | Budapest (Hungría)  | Medalla de bronce  | Equipo mixto       |